# کوبلانه (استان لوبلین)
کوبلانه (به لهستانی:  Kobylany) یک روستا در لهستان است که در گمینا ترسپول واقع شده‌است.